# F1 (jeu vidéo, 1993)
Pour les articles homonymes, voir F1.
F1 est un jeu vidéo de course de Formule 1 développé par Lankhor et édité par Domark en 1993. Le jeu est disponible sur Amiga, DOS, Master System, Mega Drive et Game Gear. Il s'agit d'une version remaniée de Vroom (1991), bénéficiant de la licence officielle FOA.